# Nemotelus jakowlewi
Nemotelus jakowlewi is een vliegensoort uit de familie van de wapenvliegen (Stratiomyidae). De wetenschappelijke naam van de soort is voor het eerst geldig gepubliceerd in 1937 door Pleske in Lindner.